# 恐懼的總和 (電影)
《恐懼的總和》（英語：The Sum of All Fears）是一部在2002年上映的美國電影，由菲尔·奥尔登·罗宾森執導，班·艾佛列克、摩根·弗里曼、詹姆士·克倫威爾、李佛·薛伯、菲利浦·贝克·霍尔（Philip Baker Hall）、阿兰·贝茨（Alan Bates）、朗·瑞弗金（Ron Rifkin）、布魯斯·麥吉爾等人主演。

## 情節
1973年，第四次以阿戰爭爆發，埃及聯合敘利亞攻打以色列，以軍一架有核彈的戰機被擊落墜毀，機上一枚仍未發射的核彈與飛機殘骸長埋沙漠。29年後，這枚核彈被兩名平民發掘，並以400美元的廉價賣出。
俄羅斯總統突然病逝，新任總統奈莫洛夫是中情局分析師傑克·萊恩曾經預測的總統人選，他隨局長卡博特至俄羅斯拜訪，兩人發現有三名俄羅斯科學家擅離職守，卡博特另派探員克拉克和萊恩追查此三人下落。克拉克偽裝成其中一位科學家的助教，拜訪科學家住在療養院的老母親，得知他接到一筆烏克蘭的外快生意，兩人隨後在烏克蘭發現此事與一枚來自以色列海法港的核彈有關，有人找上三位科學家，將核彈改裝成一台自動販賣機，運送到美國。萊恩回美國試圖阻止核彈，克拉克則到以色列繼續追查核彈來源。
萊恩與同僚透過進出口資料終於找到核彈運到了巴爾的摩之時，恐怖份子將埋藏在巴爾的摩球場的核彈引爆，觀賞球賽的美國總統福勒受到波及後被美軍救出，並將其送至空中指揮所，卡博特則在核爆中受重傷，臨終前交代萊恩去找他的俄羅斯線人史賓尼克。中情局的技術人員分析巴爾的摩的爆炸殘骸輻射組成，發現這顆核彈原料是1968年美國賽芬拿廠生產的，並非俄羅斯製造。克拉克在以色列找到當初撿到核彈但輻射中毒的平民，得知以400元買下核彈的就是克拉克在烏克蘭曾經目擊的大馬士革軍火商，透過軍火商的電腦紀錄找到了策劃此次恐攻的主謀，是一個信奉新納粹主義的恐怖份子卓斯勒。史賓尼克此時通知萊恩，因為美國本土核彈爆炸，美國將矛頭指向俄羅斯，奈莫洛夫面臨開戰或是政變下台的壓力，史賓尼克並證實了1968年美國曾提供以色列核彈原料。此時美俄雙方已準備向雙方發射核武，萊恩為了阻止戰爭繼續延燒而強行介入美俄熱線，向雙方說明一切，最後俄羅斯總統決定暫停攻擊性行動、保持防衛狀態，福勒也隨之跟進。之後策劃這次行動的恐怖份子被美俄雙方特務全數殲滅，美俄兩國也簽署了和平協議。事後俄羅斯總統在白宮發表和平演說，萊恩與女友則在旁邊的公園裡野餐，而萊恩也在此時得知史賓尼克的真實身分其實是俄羅斯情報單位的負責人阿納托利·格魯什科夫，他和卡博特為了避免第三次世界大戰的爆發，長期保持私下聯絡。

## 演員
- 班·艾佛列克飾演傑克·萊恩（Jack Ryan）
- 摩根·弗里曼飾演威廉·卡博特（William Cabot）
- 詹姆士·克倫威爾飾演J·罗伯特·福勒（J. Robert Fowler）
- 李佛·薛伯飾演約翰·克拉克（John Clark）
- 布麗姬·穆娜飾演凱西·穆勒博士（Dr. Cathy Muller）
- 阿兰·贝茨（Alan Bates）飾演理查德·卓斯勒（Richard Dressler）
- 菲利浦·贝克·霍尔（Philip Baker Hall）飾演大衛·碧克（David Becker）
- 朗·瑞弗金（Ron Rifkin）飾演西德尼·奧文（Sidney Owens）
- 布鲁斯·麦克吉尔飾演金·雷維爾（Gene Revell）
- 希朗·漢德飾演俄羅斯總統奈莫洛夫（President Nemerov）
- 麥可·伯恩（Michael Byrne）飾演阿納托利·格魯什科夫（Anatoli Grushkov）

## 製作
主體拍攝於2001年2月12日開始，在蒙特利尔進行製作。

## 外部連結
- 開眼電影網上《恐懼的總和》的資料（繁體中文）
- 豆瓣电影上《惊天核网》的資料 （简体中文）
- 时光网上《恐惧的总和》的資料（简体中文）
- AllMovie上《恐懼的總和》的资料（英文）
- 爛番茄上《恐懼的總和》的資料（英文）
- Box Office Mojo上《恐懼的總和》的資料（英文）
- TCM电影资料库上《恐懼的總和》的资料（英文）
- Metacritic上《恐懼的總和》的資料（英文）
- 互联网电影数据库（IMDb）上《恐懼的總和》的资料（英文）